# Paralibyostrongylus
Paralibyostrongylus ist eine Gattung der Fadenwürmer, die Nagetiere, Schliefer und Gorillas befallen.

## Merkmale
Paralibyostrongylus sind Trichostrongyliden ohne Kopfkapsel. Von der nahe verwandten und von Ortlepp von ihr abgetrennten Gattung Libyostrongylus unterscheiden sie sich anhand der muskulösen Verstärkungen (Rippen) der Bursa copulatrix: Die Enden der Rippen 3 und 4 sind weiter voneinander entfernt als die der Rippen 4 und 5.

## Systematik
Paralibyostrongylus wird von Hodda in die Untertribus Libyostrongylinii eingeordnet. Aufgrund der schwierigen und noch nicht endgültig abgeklärten Abgrenzung zur Schwestergattung Libyostrongylus sind einige Arten in der Vergangenheit auch in letztere eingruppiert worden. Hodda weist fünf Arten aus, Hobert folgende acht Arten:
- Paralibyostrongylus alberti (Berghe, 1943)
- Paralibyostrongylus bathyergi Ortlepp, 1939
- Paralibyostrongylus cassonei Durette-Desset & Denke, 1978
- Paralibyostrongylus hebrenicutus (Lane, 1923)
- Paralibyostrongylus kalinae Durette-Desset et al., 1992
- Paralibyostrongylus mordanti Le Van Hoa, 1959
- Paralibyostrongylus nigeriae (Baylis, 1928)
- Paralibyostrongylus vondwei Ortlepp, 1939